# بوريم كوكيلي
بوريم كوكيلي (Burim Nue Kukeli) (16 يناير 1984 في جاكوفا في كوسوفو – )؛ هو لاعب كرة قدم كان يلعب كلاعب وسط. يلعب مع منتخب ألبانيا لكرة القدم منذ عام 2012.

## وصلات خارجية
- بوريم كوكيلي على موقع الاتحاد الدولي (مؤرشف)  (الإنجليزية)
- بوريم كوكيلي على موقع الاتحاد الأوربي (الإنجليزية)
- بوريم كوكيلي على موقع قاعدة بيانات كرة القدم.إي يو (الإنجليزية)
- بوريم كوكيلي على موقع ناشيونال فوتبول تيمز (الإنجليزية)
- بوريم كوكيلي على موقع Soccerway.com (الإنجليزية)
- بوريم كوكيلي على موقع AS.com (الإسبانية)